# آر-5 ببيدا
كان آر-5 ببيدا (Побе́да، نصر) صاروخًا باليستيًا متوسط المدى طوره الاتحاد السوفيتي خلال الحرب الباردة. الإصدار المحدث آر-5 إم، وهو أول صاروخ سوفيتي قادر على حمل سلاح نووي، حمل لقب تعريف الناتو إس إس-3 شستر وحمل الاسم المفهرس 8K51 من إدارة الصواريخ والمدفعية.
طُور صاروخ آر-5 بواسطة مكتب التصميم التجريبي-1 كصاروخ أحادي المرحلة مزود بمركبة إعادة دخول رأس حربي قابلة للفصل. كان صاروخ آر-5إم مسلحًا نوويًا بحمولة ووزن أكبر، ودخل الخدمة في مارس 1956، ونُشر على طول الحدود الروسية الغربية والشرقية، وفي عام 1959 نُصب في ألمانيا الشرقية، وهي أولى قواعد الصواريخ النووية السوفيتية خارج الاتحاد السوفيتي. أُخرج الصاروخ من الخدمة في عام 1967، ليحل محله آر-12.
في عام 1958، استُخدمت صواريخ آر-5 أيه لإطلاق أزواج من الكلاب إلى ارتفاعات تزيد عن 450 كـم (280 ميل) .

## الوصف
كان R-5 صاروخًا باليستيًا متوسط المدى أحادي المرحلة بمدى 1,200 كـم (750 ميل). استخدم 92% من الإيثانول وقودًا والأكسجين السائل مؤكسدًا، كان وزن الصاروخ الجاف 4030 كلجم (بالوقود، 28900 كلجم) وحمل مركبة إعادة دخول قابلة للفصل بسعة حمولة تبلغ 1000 كلجم. طُور هذا الصاروخ بسرعة إلى الإصدار آر-5 إم القادر على حمل رؤوس نووية، وكان طوله أقل بقليل من 21 م (69 قدم) طولًا و1.652 م (5 قدم 5.0 بوصة) في القطر، وكان وزنه الجاف 4,390 كـغ (9,680 رطل) (يعمل بالوقود، 29,100 كـغ (64,200 رطل) ) وحمل 1,350 كـغ (2,980 رطل). كانت دقة آر-5 1.5 كلم طوليًّا و 1.25 كـم (0.78 ميل) عرضيًّا من نقطة الهدف، أكبر بكثير من مدى صواريخ آر-1 و آر-2. مع مدى (خمسة أضعاف مدى آر-1؛ أكثر من ضعف مدى آر-2  :48–49بفضل دقته وتسليحه الذري، كان صاروخ آر-5إم هو الصاروخ الاستراتيجي الحقيقي الأول للاتحاد السوفيتي، وحمل رأسًا نوويًّا ينتج ما لا يقل عن 80 كيلوطن (كيلو طن). وفي وقت لاحق، حصل صاروخ آر-5إم على رأس حربي نووي حراري بقوة 1 ميجا طن. :285

## التطوير
طُور صاروخا آر-1 وآر-2 بواسطة معهد البحث المركزي-88 تحت إشراف كبير المصممين سيرجي كوروليف، وكانا في الأساس من نسل الصاروخ الألماني في-2 الذي طُور خلال الحرب العالمية الثانية. التصميم التالي لكوروليف، الصاروخ آر-3، الذي كان بطول 27 م (89 قدم)، ومدى 3,000 كـم (1,900 ميل) كان صاروخًا باليستيًّا عابر للقارات، وكان خطوة جريئة إلى الأمام في تلبية طلب يوسف ستالين في عام 1947 للحصول على صاروخ باليستي عابر للقارات "عابر للمحيد الأطلسي". كان برنامج الصواريخ الباليستية هو الأكبر والأغلى في الاتحاد السوفييتي حتى الآن، وكانت ابتكاراته تشمل خزانات الوقود والمؤكسد التي كانت جزءًا لا يتجزأ من إطار الصاروخ (وليس منفصلة عنه). بالإضافة إلى ذلك، أزيلت الزعانف المستقرة الكبيرة والثقيلة المصنوعة من الجرافيت من سابقاتها. بدلًا من استخدام الإيثانول وقودًا، سوف يستخدم آر-3 الكيروسين الأكثر كفاءة.
ولم يتمكن فالنتين جلوشكو من مكتب التصميم التجريبي-486 ولا ألكسندر بوليارني من NII-1 من إنتاج المحركات المتقدمة المطلوبة للتصميم. ونتيجة لذلك، راجع كوروليف في ربيع عام 1951 خططه للتركيز بدلًا من ذلك على خطوة أسهل نحو إنتاج صاروخ باليستي عابر للقارات. وكان فريقه قد نجح بالفعل في إنشاء آر-3 أيه، وهو صاروخ تجريبي بمدى يصل إلى 900 كـم (560 ميل) . باستخدام محرك آر دي-103، وهو تطور لمحرك آردي-101 المستخدم في صاروخ آر-2، ومن خلال تقليل وزن الصاروخ من خلال استخدام خزان متكامل (مع زيادة حمولة الوقود في نفس الوقت بنسبة 60% عن آر-2)، فإن آر-5 سيكون له مدى 1,200 كـم (750 ميل). وكان لدى الجيش ثقة أكبر بكثير في هذا التصميم التدريجي مقارنة بالقفزة الجذرية إلى الأمام التي جرت بإنتاج آر-3، وتقدم العمل على الصاروخ بوتيرة سريعة. وشملت الابتكارات الأخرى على آر-1/آر-2 دفات هوائية صغيرة تعمل بمحركات مؤازرة لتحل محل الزعانف الكبيرة في آر-1/آر-2، ومدمجات تسارع طولية لتحسين دقة قطع المحرك ومن ثم الدقة. :69–76, 97–101استخدم صاروخ آر-5 نظام التحكم بالقصور الذاتي المدمج مع التصحيح الراديوي الجانبي للتوجيه والتحكم.

## المشغلون
- الاتحاد السوفيتي